# Zygota parallela
Zygota parallela är en stekelart som först beskrevs av Thomson 1858.  Zygota parallela ingår i släktet Zygota, och familjen hyllhornsteklar. Arten är reproducerande i Sverige.